# Hasselt

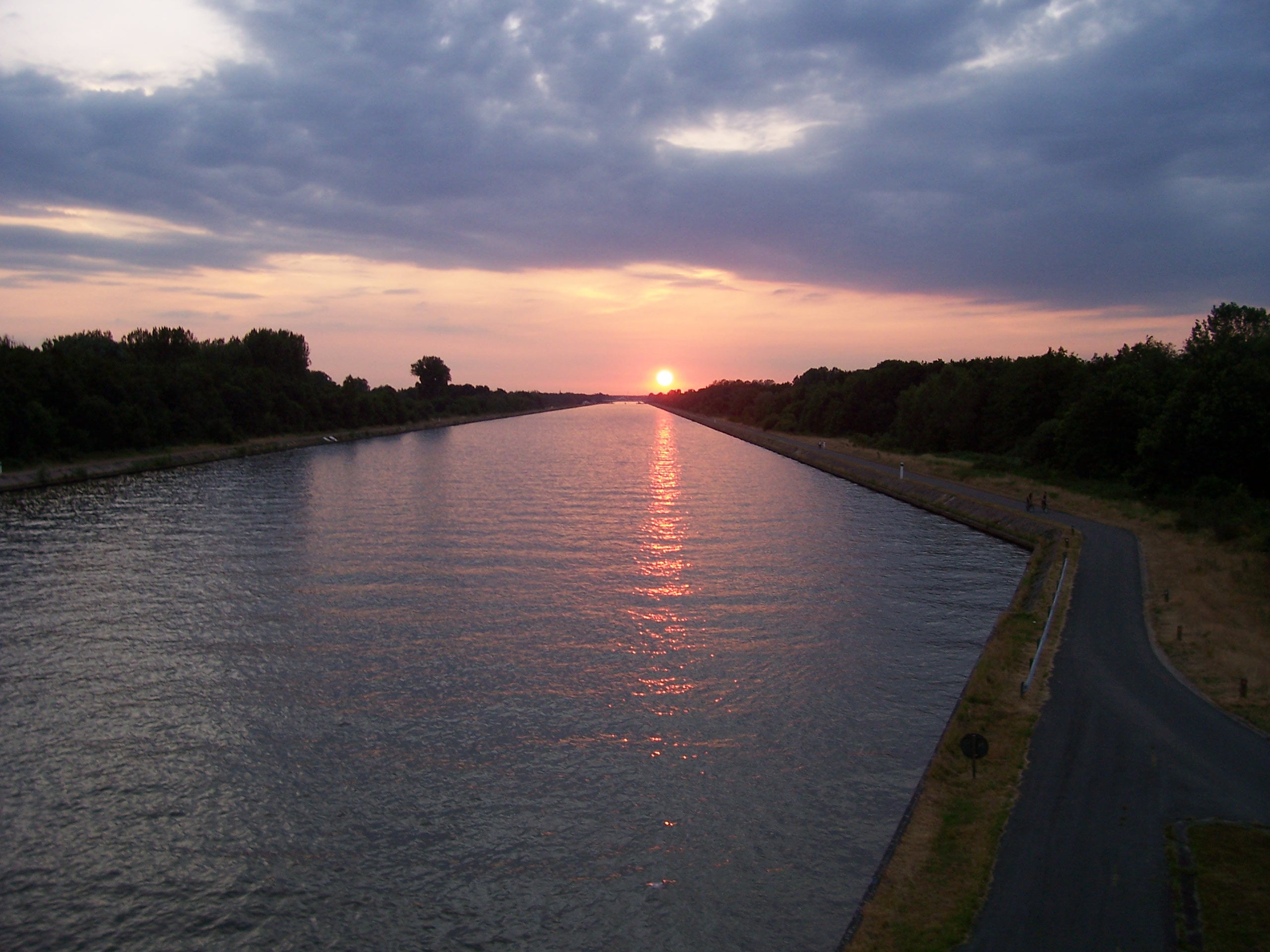
kênh đào Albert gần Hasselt

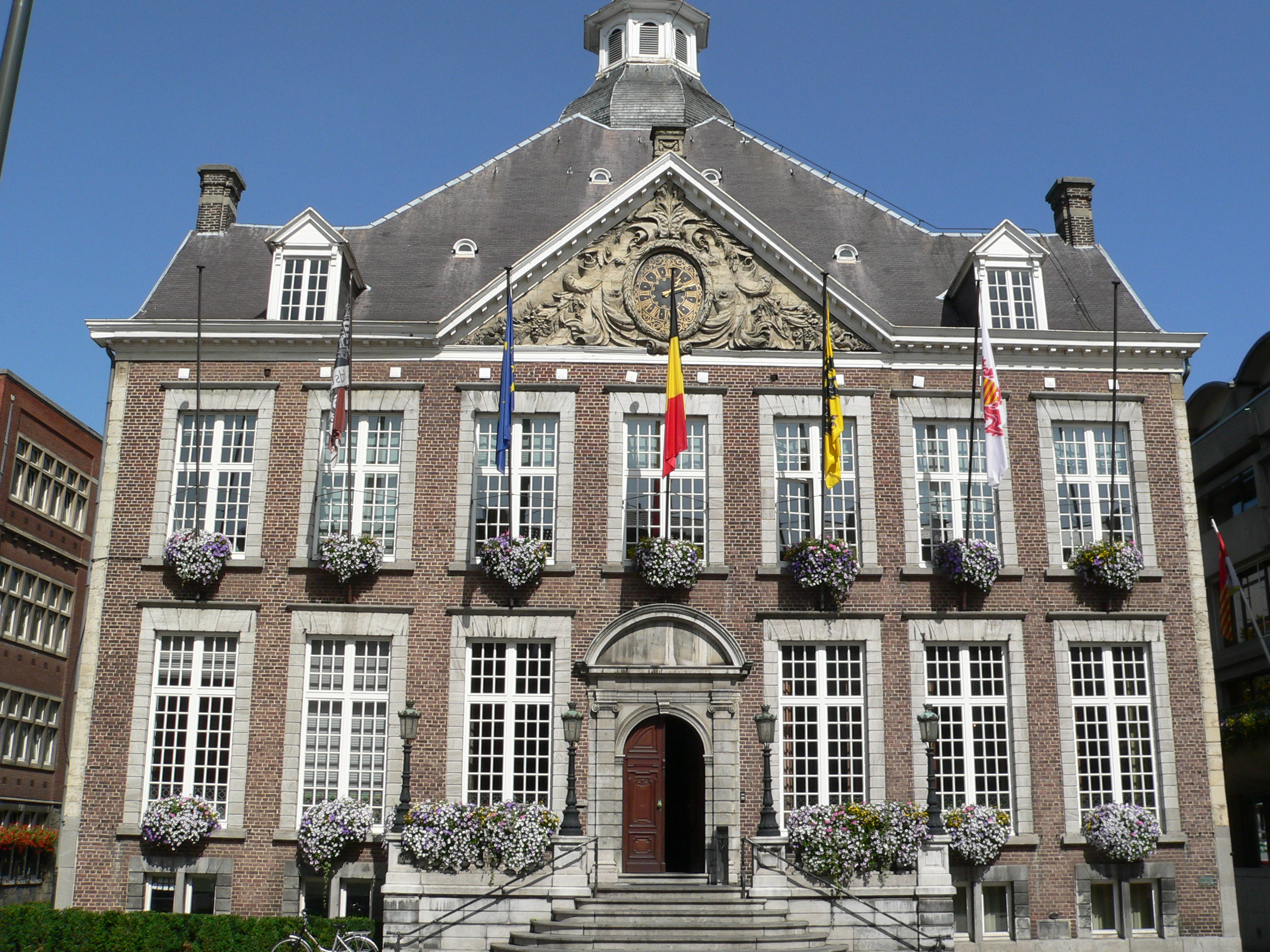
Tòa thị chính Hasselt

Hasselt (phiên âm tiếng Việt: Ha-xen) là một thành phố và đô thị, thủ phủ của tỉnh Limburg, vùng Flanders, Bỉ. Đô thị Hasselt gồm thành phố Hasselt và các làng cũ Sint-Lambrechts-Herk, Wimmertingen, Kermt, Spalbeek, Kuringen, Stokrooie, Stevoort và Runkst.
Tại thời điểm 31 tháng 12 năm 2007, Hasselt có tổng dân số 71.520 người (34.951 nam và 36.569 nữ). Hasselt nằm bên sông Demer và cũng kết nối với kênh đào Albert. Hasselt nằm giữa Campine và Hesbaye.

## Cư dân nổi tiếng
- Adrien de Gerlache (1866-1934)

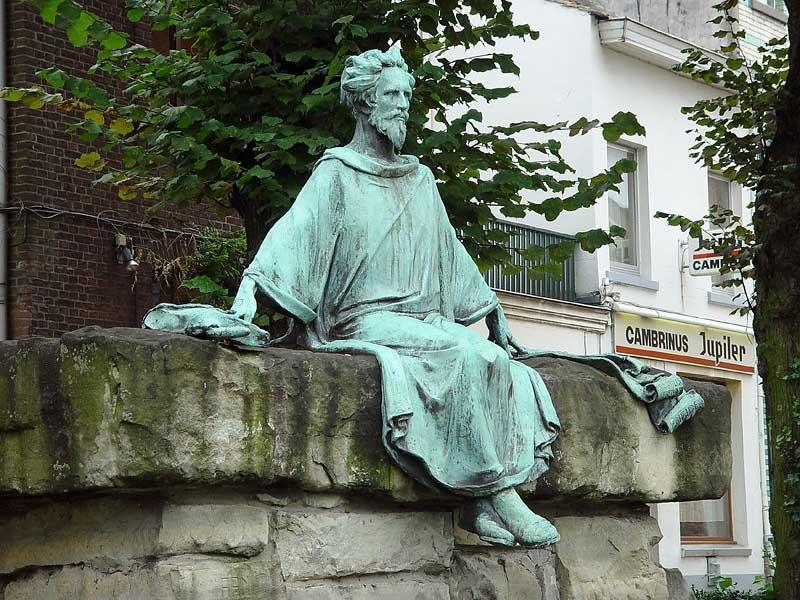
Hendrik van Veldeke

- Axelle Red, nhạc sĩ, ca sĩ (sinh năm 1968)
- Guy Bleus, nghệ sĩ (sinh năm 1950)
- Hendrik van Veldeke, nhà văn (khoảng 1140-khoảng 1190)
- Steve Stevaert, nhà chính trị (sinh năm 1954)
- Stijn Helsen, nhà thiết kế thời trang
- Willy Claes, nhà chính trị, cựu Tổng thư ký NATO (sinh năm 1938)

## Kết nghĩa
- Đức: Detmold
- Nhật Bản: Itami, Hyogo
- Hà Lan: Sittard
- Hoa Kỳ: Mountain View, California